# Франческо Сфорца
Франчéско Сфóрца (італ. Francesco Sforza; 23 липня 1401, Сан-Міньято − 8 березня 1466, Мілан) — італійський військовий і політичний діяч, кондотьєр, герцог Мілана у 1450—1466 роках. Засновник міланської гілки династії Сфорца, оженившись із донькою останнього герцога Міланського Філіпо Марії Вісконті. Брат Алессандро Сфорца, який брав участь в його походах.

## Життєпис
Незаконнонароджений син Муціо Аттендоло Сфорца, кондотьєра, який походив з селян, та Люції да Терціані. Франческо виріс при Феррарському дворі маркіза Нікколо III д'Есте. До 1424 року він служив звичайним воїном під орудою свого батька, при королі Ладиславі I, королі Неаполя. Його батько загинув у сутичці з іншим кондотьєром, Браччо де Монтоне. Франческо вбив Браччо в битві при Аквілі. Того часу він бився на боці Джованни II, королеви Неаполітанської. Тоді ж отримав титул графа.
У подальші роки служив Флорентійській республіці. У 1430-40-х роках воював на боці папи римського Євгена IV, Флоренції та Венеції проти герцогства Міланського. Разом з тим з 1441 року вів перемовини з Філіпо Марія Вісконті, володарем Мілану, щодо шлюбу з його донькою, який відбувся того ж року. Сфорца отримав у спадок місто Кремону. Але лише у 1447 році отримав згоду Вісконті щодо доччиного посагу. У 1447—1450 роках готувався захопити владу в Ломбардії. Того часу Амброзіянська республіка, що утворилася замість герцогства Міланського, поринула в безлад й розбрат. З цього скористалися венеційці, що увійшли до Ломбардії. Натомість Сфорца зайняв міста Павія та П'яченцу.
У 1450 році, коли Мілану загрожувала венеційська армія, Сфорца прийшов і врятував Мілан від поразки. Франческо обрали на капітана армії, але відмовилися впустити до Мілана, побоюючись узурпації влади від Сфорци. Тоді останній уклав союз з Венецією, передавши їй місто Крему. 26 лютого 1450 Сфорца увійшов у Мілан як тріумфатор, а згодом силою примусив визнати себе за герцога. Проти нього виступили Венеція, Неаполь, Савойя й Монферрат. Козімо Медічі з'єднався зо Сфорца. Той також 1452 року уклав союз з Рене Анжуйським. 9 квітня 1454 року вороги змушені були укласти мир на 20 років у Лоді й визнати його за герцога Міланського. Того-таки року уклав союз із Ферранте, королем Неаполя.
Завдяки союзу з Людовиком XI, королем Франції, отримав місто Бавону. Згодом за підтримки роду Адорно підкорив своїй владі Генуезьку республіку. У 1465 році наказав убити кондотьєра Якопо Піччініно, сина давнього свого ворога Нікколо Піччініно.
Після захоплення влади у Міланському герцогстві Сфорца правив як тиран, але при цьому докладав значних зусиль для перетворення Мілана у великий культурний центр. Він увійшов в історію не тільки як державний діяч, але і як покровитель поетів, учених і художників, що продовжив робити його син Людовіко Сфорца, який став покровителем Леонардо да Вінчі. Династія Сфорца правила Міланським герцогством майже сто років, нащадками роду Сфорца були маркізи Караваджо, графи Боргоново, герцоги Чезаріні та деякі інші італійські феодальні володарі.

## Родина
1. Дружина — Поліссена (1400—1420), донька Карло Руффо, графа Корільяно і Монтальто
Діти:
- Антонія Поліссена (1419)

2. Дружина — донька Джакомо Калдора, кондотьєра. У 1422 році шлюб анульовано.
3. Дружина — Б'янка Марія (1425—1468), донька Філіпо Марія Вісконті, герцога Міланського
Діти:
- Галеаццо Марія (1444—1476), герцог міланський у 1466—1476 роках
- Іпполіта Марія (1445—1488), дружина Альфонса II Трастамара, короля Неаполітанського
- Філіпо Марія (1449—1492), граф Корсики та Павії
- Сфорца Марія (1451—1479), герцог Барійський
- Лодовіко (1452—1508), герцог Міланський у 1480—1500 роках
- Єлізавета (1453—1472)
- Асканіо (1455—1505), кардинал
- Оттавіано (1458—1477), граф Лугано

- Мав 40 позашлюбних дітей